# Cristián Bustos
Cristián Bustos Mancilla (Santiago, 6 oktober 1965) is een Chileens ex-professioneel triatleet. Hij nam deel aan verschillende Ironman-wedstrijden. Hij won de Ironman Brasil (1989), Ironman Germany (1993) en de Ironman Canada (2004). Ook nam hij een aantal keer deel aan de Ironman Hawaï. Zijn beste klassering op deze wedstrijd is een tweede plaats in 1992.
Toen hij in 1984 met triatlon begon, was hij al een sterk atleet. In 1989 won hij de Ironman Brasil toen deze wedstrijd nog geen officiële Ironman status had. In datzelfde jaar werd hij zestiende op de Ironman Hawaï. Drie jaar later behaalde hij zelfs een tweede plaats op deze wedstrijd. Zijn finishtijd van 8:16.39 werd dat jaar alleen onderboden door de sterke Amerikaanse triatleet Mark Allen, die de wedstrijd later zesmaal zou winnen.
Op 23 januari 1994 kwam hij ernstig ten val tijdens een wedstrijd in het Argentijnse La Paz. Iedereen verwachtte dat hij een punt achter zijn sportieve loopbaan zou zetten. Maar na een moeilijke revalidatie kwam hij terug op het hoogste niveau. In 1998 won hij de Ironman Canada in 8:54.42.
Op 22 januari 2006 nam hij afscheid bij de Half Ironman Pucon. Hij eindigde hier op achtste plaats. Hij startte een eigen triatlonclub en begon ook een levensmiddelenbedrijf met zijn naam, die hij later weer verkocht. Hierna kondigde hij echter weer zijn comeback aan.

## Prijzen
1. "Best of the best" door sportjournalisten - 1989.
2. "Beste Comeback van het jaar" door de Endurance Sports Awards - 1995.

## Belangrijke prestaties

### triatlon
- 1989:  Ironman Brasil[1]
- 1989: 16e Ironman Hawaï - 8:46.39
- 1991: 9e Ironman Hawaï - 8:50.52
- 1992:  Ironman Hawaï - 8:16.29
- 1993:  Ironman Germany - 8:10:03[1]
- 1995: 18e Pan-Amerikaanse Spelen in Mar del Plata - 2:01.13
- 1995: 6e Ironman Hawaï - 8:33.29[2]
- 1996: DNF Ironman Hawaï
- 1997: 5e Ironman Hawaï - 8:44.02
- 1997: 10e Escape from Alcatraz - 2:11.17
- 1998:  Ironman Canada - 8:54:42
- 1998: DNF Ironman Hawaï
- 1999:  Eagleman Ironman 70.3
- 2003: 4e Pucon Half-Ironman - 4:08.55
- 2003: 4e Ironman Brasil - 8:38.40
- 2004:  Ironman Korea - 8:02.26
- 2004: 5e Ironman Brasil - 8:41.33
- 2004: 925e Ironman Hawaï - 12:04.12
- 2004: 5e Ironman 70.3 St. Croix - 4:24:06
- 2005:  Ironman Brasil - 9:02.13
- 2005: DNF Ironman Hawaï